# Knockin
Knockin est une plateforme développée par la start-up française Hatis pour accompagner l'organisation des campagnes électorales. Elle permet de gérer un fichier de contacts militants, une cartographie électorale ainsi que des campagnes de porte-à-porte reliées à une application smartphone.

## Présentation
Similaire aux outils américains Organizer ou Votebuilder (en) utilisé par Hillary Clinton en 2016, considérés comme une « révolution des méthodes de campagne ». Paul Hatte, rapporte l'idée de cette application d'un séjour aux États-Unis où il a intégré l'équipe de campagne du député américain démocrate Patrick Murphy,.
Surnommé le « Pokémon Go des sarkozystes » en référence à l'application de réalité augmentée développée par Niantic ayant fait le buzz à l'été 2016, l'outil Knockin, développé par Paul Hatte, aussi membre de l'équipe de campagne de Nicolas Sarkozy, fut en particulier utilisé par l'ex-président dans le cadre de sa campagne pour la primaire de la droite et du centre en France.

## Polémiques autour de l'application
En septembre 2016, certains médias spécialisés se penchent sur le fonctionnement de l'application, notamment le fait qu'elle procède au fichage des sympathisants, qu'elle utilise le croisement de données, que n'importe qui peut ajouter et visualiser des données sans contrôle sur la véracité de ces données. Numerama a par ailleurs validé qu'en s'inscrivant avec un nom bidon (Paul Bismuth), on avait accès à l'identité et aux coordonnées des sympathisants présents dans la base de données de l'application. Le 2 septembre, une mise à jour de l'application modifie cette possibilité,.
En novembre 2016, la CNIL indique lancer des investigations juridiques et techniques sur le fonctionnement de cette application. Est notamment visée la récolte sur les réseaux sociaux d'informations personnelles des inscrits aux diffusions de newsletter. Ces investigations arrivent quelques jours après que la CNIL ait publié un avis traitant de l'utilisation des données personnelles récoltées sur les réseaux sociaux par les organisations politiques.
En février 2017, la CNIL blanchit l'application Knockin, et reconnaît que l'outil satisfait les exigences de la loi Informatique et Libertés.

## Applications similaires
- NationBuilder : application d'organisation de campagnes électorales
- Blue State Digital (en) : cabinet de stratégie digitale qui fournit une plateforme intégrée de management de campagne électorale
- Quorum, le logiciel de mobilisation (Web et mobile) qui équipe les causes (ONG, Syndicats, mouvements) et les campagnes.
- 50+1 : stratégie électorale basée sur l'open data
- Liegey-Muller-Pons : CRM a vocation politique
- Spallian
- FederaVox